# Giacomo Gaglione
Giacomo Gaglione (Marcianise, 20 de julho 1896 - Capodrise, 28 de maio 1962) era um italiano católico religioso, membro da Ordem Franciscana Secular, fundador do Apostolado do Sofrimento. 03 de abril de 2009 foi declarada venerável pelo Papa Bento XVI em janeiro ea Congregação para as Causas dos Santos, abriu o processo de beatificação.

## Biografia
Nascido em Marcianise, na província de Caserta de uma família rica. Ele era o mais velho de dez filhos. Com a idade de dezesseis anos, em junho de 1912, quando ele estava prestes a concluir o ensino médio, ele sentiu os primeiros sintomas da doença que imobilizada na cama com as pernas paralisadas: espondilite anquilosante. O tratamento com lama ebulição, a cirurgia, a tração ortopédica, eletroterapia foram inúteis.
Em 1919 ele foi para o Padre Pio, na esperança de uma cura, mas, inversamente, esse encontro levou-o a aceitar a sua doença como a missão cristã. Ele se tornou o filho espiritual do frade, que continuou a orientar e ajudar com o dom da bilocação.
Em janeiro de 1921, ele foi examinado por um médico, que viria a ser Santos, Giuseppe Moscati em agosto do mesmo ano ingressou na Ordem Franciscana Secular, julho professando no ano seguinte, tomando o nome de Francisco, na veneração de Francisco de Assis. 
Em agosto de 1929, após 17 anos de imobilidade, ele fez a primeira de suas nove peregrinações a Lourdes , uma experiência que mais tarde se tornou o seu primeiro livro: "A peregrinação de uma alma". Lá, ele fundou o "Apostolado do Sofrimento", "fraternidade espiritual" para convencer os pacientes de que "eles são os amados do Senhor". A instituição encontrou o apoio do bispo de Caserta, Mons. Gabriele Moriondo, o fundador foi recebido pelo Papa Pio XI, que cavalheiro "Pro Ecclesia et Pontífice" nomeado, enquanto que em novembro de 1944, o Papa Pio XII nomeou-o Ordem de São Silvestre Papa. Desde 1952, o apostolado teve o seu jornal: Hosts no mundo. Naquela época, ela lançou seu segundo livro, "No espelho da minha alma".
A 20 de outubro de 1961 foi lançado seu mais recente livro, "50 Anos da cruz para ser capaz de sorrir".
Ele morreu em 28 de maio de 1962, um dia após o funeral foi realizado com a participação de milhares de pessoas vêm de toda a Itália. Em 1965, por vontade das autoridades eclesiásticas, o corpo foi transferido para o Igreja Paroquial de San Andrés em Capodrise.